# Нова Бялка
Нова Бялка (пол. Nowa Białka, нім. Neu Weissbach) — село в Польщі, у гміні Каменна Ґура Каменноґурського повіту Нижньосілезького воєводства.